# Strangalia rubricollis
Strangalia rubricollis är en skalbaggsart som först beskrevs av Bates 1870.  Strangalia rubricollis ingår i släktet Strangalia och familjen långhorningar. Inga underarter finns listade i Catalogue of Life.